# 윤무구
윤무구(尹無咎, 1915년 ~ 1975년)는 대한민국의 변호사로, 본적은 서울특별시 종로구이다.

## 생애
경성부에서 태어나 1936년에 경성제국대학을 졸업한 변호사였다. 1960년대까지 서울에서 변호사 사무실을 경영했다.